# Hôtel de la Motte Montgoubert
Hôtel de la Motte Montgoubert [otel dela mot mongobér] je městský palác v Paříži na ostrově Cité ve 4. obvodu. Vstupy do něj jsou z ulic Rue Chanoinesse, Rue des Chantres a Rue des Ursins. Palác je v soukromém vlastnictví a slouží k bydlení.

## Historie
Stavba je pozůstatkem klauzury katedrály Notre-Dame a sloužila původně k ubytování kněží. Na konci 18. století se stala soukromým majetkem. Palác byl ve 20. století přestavěn ve stylu novogotiky.
Fasáda a střecha na Rue des Chantres jsou od roku 1996 chráněny jako historická památka.